# Coop & Cami Ask the World
Coop & Cami Ask the World (prt/bra: Coop & Cami) é uma série de comédia do Disney Channel. A série é criada por Boyce Bugliari e Jamie McLaughlin.
É protagonizada por Dakota Lotus, Ruby Rose Turner, Olivia Sanabia, Albert Tsai, Paxton Booth e Rebecca Metz.

## Sinopse
Coop e Cami são dois irmãos do secundário que tomam decisões online. Seja o que as pessoas votarem, Coop e Cami fazem-no.

## Elenco e Dobragem/Dublagem
| Ator/Atriz       | Personagem             | Temporada | Temporada | Dobragem         | Dublagem                                       |
| Ator/Atriz       | Personagem             | 1         | 2         | Dobragem         | Dublagem                                       |
| ---------------- | ---------------------- | --------- | --------- | ---------------- | ---------------------------------------------- |
| Dakota Lotus     | Cooper «Coop» Wrather  | Regular   | Regular   | André Raimundo   | João Vitor Mafra                               |
| Ruby Rose Turner | Cameron «Cami» Wrather | Regular   | Regular   | Ana Vieira       | Duda Chantre                                   |
| Olivia Sanabia   | Charlotte Wrather      | Regular   | Regular   | Joana Coelho     | Juliana Cagiano                                |
| Albert Tsai      | Fred                   | Regular   | Regular   | João Cachola     | Kaleb Figueiredo (1ª voz) Mateus Ueta (2ª voz) |
| Paxton Booth     | Ollie Wrather          | Regular   | Regular   | Bárbara Lourenço | Caeh Carvalho                                  |
| Rebecca Metz     | Jenna Wrather          | Regular   | Regular   | Adriana Moniz    | Marisa Leal                                    |

| Créditos da dobragem  | Portugal         |
| --------------------- | ---------------- |
| Tradução de Diálogos  | Diana Boialvo    |
| Adaptação de Diálogos | por anunciar     |
| Direção de Dobragem   | Romeu Vala       |
| Direção Musical       | por anunciar     |
| Dobrado nos Estúdios  | SDI Media Iberia |

| Créditos da dublagem | Brasil                                       |
| -------------------- | -------------------------------------------- |
| Direção de Dublagem  | Priscilla Concepcion (SP) / Marisa Leal (RJ) |
| Tradução             | Lia Mello                                    |
| Diretora Criativa    | Ana Lucia Lima                               |
| Dublado nos Estúdios | TV Group Digital (SP) / Visom Digital (RJ)   |

## Episódios
| Temporada | Temporada | Episódios | Exibição original     | Exibição original      | Exibição em Portugal | Exibição em Portugal   | Exibição no Brasil     | Exibição no Brasil     |
| Temporada | Temporada | Episódios | Estreia de temporada  | Final de temporada     | Estreia de temporada | Final de temporada     | Estreia de temporada   | Final de temporada     |
| --------- | --------- | --------- | --------------------- | ---------------------- | -------------------- | ---------------------- | ---------------------- | ---------------------- |
|           | 1         | 21        | 12 de outubro de 2018 | 13 de abril de 2019    | 25 de maio de 2019   | 19 de novembro de 2019 | 3 de fevereiro de 2019 | 27 de dezembro de 2019 |
|           | 2         | 28        | 5 de outubro de 2019  | 11 de setembro de 2020 | 6 de abril de 2020   | —                      | 6 de abril de 2020     | 30 de abril de 2021    |

## Produção
A série foi anunciada a 4 de maio de 2018, e tem data prevista para outono de 2018. Boyce Bugliari e Jamie McLaughlin são os produtores executivos e executores da série. A 17 de agosto de 2018, o Disney Channel anunciou que a série iria estrear a 12 de outubro de 2018. Em preparação para a estreia, a série teria uma série de desafios num evento especial a partir de 17 de agosto de 2018, onde o público poderia votar em redes sociais sobre o vídeo musical da série que eles gostariam de ver. O evento especial terminou a 21 de setembro de 2018, com o lançamento de um vídeo musical e várias curtas. O videoclipe traz a música tema e o elenco principal da série, enquanto os curtas apresentam o elenco principal e outras estrelas do Disney Channel a participar no "Would You Rather?" enumerando desafios. A série é uma produção da It's a Laugh Productions. A 25 de janeiro de 2019, foi anunciado que o Disney Channel renovou a série para uma segunda temporada.